# گورستان کنگ
قبرستان کنگ مربوط به اواخر دوره صفوی -اواخر دوره قاجار است و در شهرستان مشهد، بخش طرقبه، روستای کنگ واقع شده و این اثر در تاریخ ۱۹ مرداد ۱۳۸۴ با شمارهٔ ثبت ۱۲۹۴۵ به‌عنوان یکی از آثار ملی ایران به ثبت رسیده است.